# التزام مسبق
الإلتزام المسبق هي عبارة عن إستراتيجية أو طريقة لضبط النفس قد يستخدمها الشخص لتقييد عدد الخيارات المتاحة له في وقت لاحق. قد تتضمن الإستراتيجية أيضًا فرض عقبات أو تكاليف إضافية لمسارات عمل معينة مسبقًا. ووفقًا لنظرية عالم الاجتماع جون إلستر، قد تلزم هذه الإستراتيجية الشخص مسبقًا عندما يعلم بأن تفضيلاته ستتغير ولكنه يرغب في ضمان توافق أفعاله المستقبلية مع تفضيلاته الحالية.
دُرِسَ الإلتزام المسبق كإستراتيجية مساومة حيث يلتزم الوكلاء بمسار عمل واحد من أجل تعزيز مصداقية التهديدات الحالية. واقترح بعض العلماء أن وكلاء السياسة الجماعية قد ينخرطون أيضًا في الالتزام المسبق من خلال تبني دساتير تحد من نطاق التشريعات المستقبلية. ومع ذلك، يوجد شكوك حول صحة تطبيق نظرية ما قبل الالتزام.

## خلفية
في مقالتين غير مرتبطتين نشرتا في عام 1956، قدم كل من توماس شيلينغ وروبرت هنري ستروتز مفهوم الالتزام المسبق بدراسة المساومة الاستراتيجية وسلوك المستهلك على التوالي. كما قام شيلينغ لاحقًا بتضمين نسخة موسعة من هذا المقال في عمله عام 1960 بعنوان إستراتيجية الصراع. وشرح الخبير الاقتصادي الإلتزام المسبق كجزء من نظرية الردع الخاصة به، حيث يُقال إن المفهوم يؤثر على الأطراف الأخرى في حالة المساومة. وأوضح أن بإمكان حزب ما ممارسة السلطة على آخر أو تحقيق المزيد من أهدافه من خلال اعتماد قواعد تقيد الخيارات المتاحة.
جادل شيلينغ بأن المفاوض قد يحد طواعية من الخيارات المتاحة له في المستقبل من أجل جعل عرضه الحالي أو تهديده أكثر مصداقية. يمكن تحقيق ذلك أيضًا من خلال رفع تكلفة العمل المستقبلي بشكل طوعي، حتى لو لم يتم استبعاد هذا الإجراء تمامًا. على عكس المتوقع، قد يعزز المفاوض موقفه التفاوضي من خلال الحد من حريته في الاختيار. في مثال كلاسيكي، قد يحرق الجنرال الجسور خلف جيشه لمنع إمكانية التراجع، وبالتالي زيادة مصداقية تهديده بالوقوف والقتال. في سياق آخر، قد تعلن المفاوضة علنًا «المحصلة النهائية» لزيادة تكاليف السمعة لتقديم المزيد من التنازلات. من خلال تغيير هيكل الحوافز طواعية، تعزز المفاوض مصداقية موقفه المتصلب. في سياق الحرب الباردة، تضمن أنظمة الانتقام «القاتلة» مثل اليد الميتة السوفيتية الرد التلقائي على هجوم مفاجئ، بغض النظر عما إذا كان أي شخص قد ترك على قيد الحياة لاتخاذ قرار أم لا. استخدم شيلينغ مصطلحي «الإلتزام الذاتي» بدلاً من الالتزام المسبق.
ناشد روبرت إلى الالتزام المسبق في استكشافه للتناقض في سلوك المستهلك. قد يبتكر المستهلك خطة توزع استهلاكه على النحو الأمثل بمرور الوقت، وفقط لمراجعة تلك الخطة أو التنصل منها في وقت لاحق لصالح الاستهلاك الفوري الأعلى. كتب ستروتز أنه في مثل هذه الحالات، «يجد المستهلك أنه في صراع زمني مع نفسه». وبالتالي، قد ينخرط المستهلك العقلاني في التزام مسبق للحماية من الانحرافات المستقبلية عن خطته الاستهلاكية المثلى. يعد تعيين مدير مالي شخصي مثالاً على هذا النوع من الإستراتيجية. على عكس تشيلينغ، لم يكن ستروتز مهتمًا باستخدامات الإلتزام المسبق في مواقف المساومة. بدلاً من ذلك، بالنسبة إلى ستروتز، كان الإلتزام المسبق إستراتيجية قد يستخدمها الوكيل لفرض نواياه الحالية على الذات المستقبلية قصيرة النظر. في النقش المقتبس لمقاله حول هذا الموضوع، يربط ستروتز نظريته عن الالتزام المسبق بقصة أوليسيس والسيرانة من الأوديسة.

## نظرية إلستر
طور جون إلستر لأول مرة نظرية الالتزام المسبق، والتي يسميها أيضًا الارتباط الذاتي، في عمله عام 1979 بعنوان (Ulysses and the Sirens). ويجادل جون بأن الالتزام المسبق هو أداة يستخدمها الفاعلون البشريون للتغلب على مشكلة العقلانية غير الكاملة. ويقول البشر عقلانيون بشكل غير كامل لأنهم قادرون على التخطيط العقلاني لكنهم عرضة للانحراف عن هذه الخطط بسبب ضعف الإرادة، وإدراكًا لضعفهم أمام المشاعر الحتمية، يَلزم الفاعلون البشريون أنفسهم مسبقًا بتحقيق العقلانية بوسائل غير مباشرة.

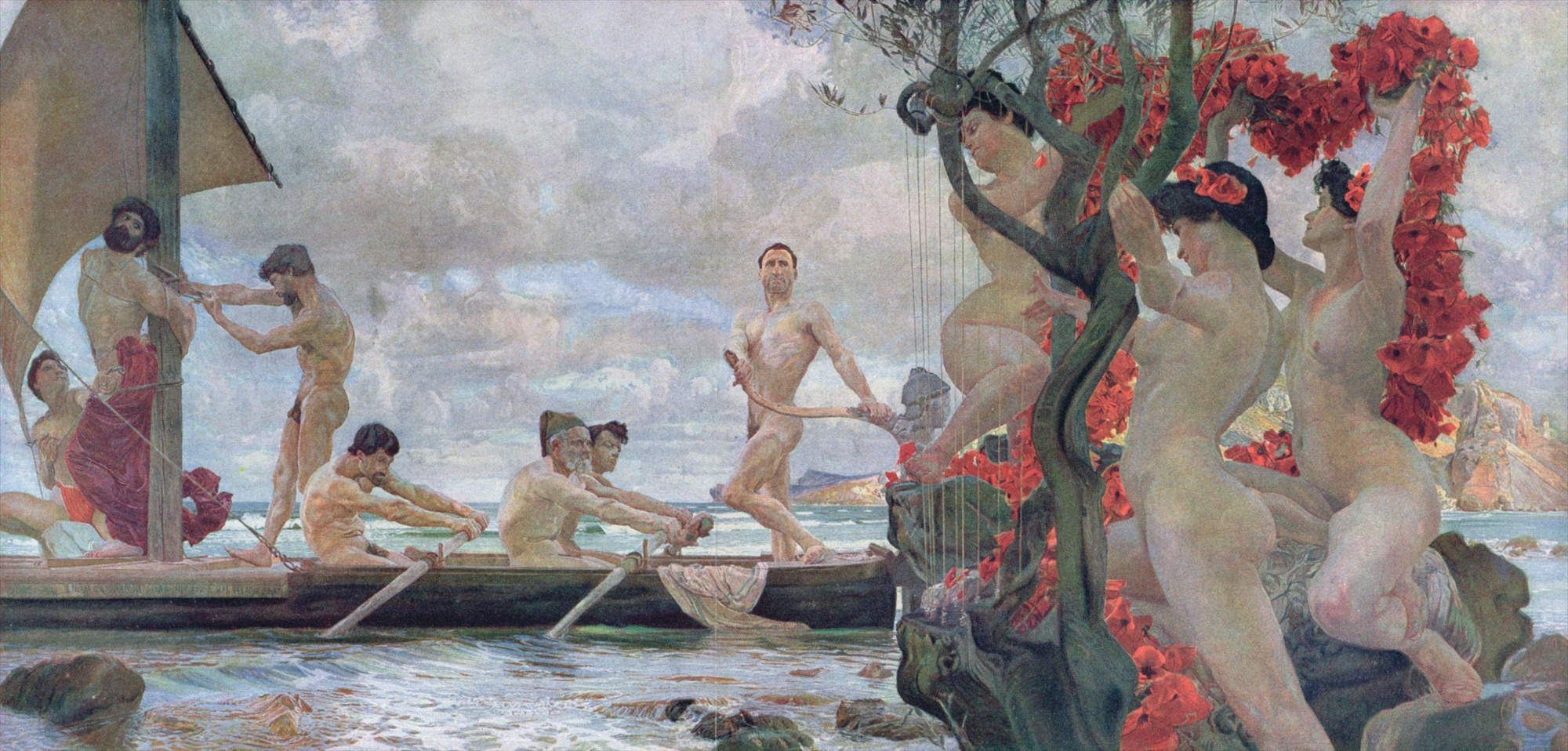
الأودسية

بالتفصيل في إشارة ستورز إلى الأودسية، يأخذ إلستر قصة (Ulysses و Sirens) على أنها حالة نموذجية للالتزام المسبق. في الواقع، يشير إلى الالتزام المسبق على أنه «مشكلة يوليسيس». بناءً على تحذير من عشيقته السابقة سيرس، أوعز أوليسيس بحارته أن يربطوه بسارية سفينته وسد آذانهم قبل الإبحار عبر جزيرة سيرينز، التي تجذب أغنيتها الساحرة البحارة إلى حطام السفينة. كما أمرَ: يجب أن تربطني بحبال ضيقة حتى لا أستطيع تحريك عضلة، مربوطة بإحكام، منتصبة على الصاري، مربوطة بالحبال إلى الصاري. وإذا توسلت، فأمرتك بإطلاق سراحي، أجلدني بسرعة، واضغط على الحبل.
وهكذا، بعد أن توقع أوليسيس ضعف إرادته، حرس نفسه من إغراء الحوريات. والمثال الأكثر دنيوية الذي يستخدمه إلستر هو المدخنة التي تخبر صديقاتها عن نيتها في الإقلاع عن التدخين من أجل زيادة تكلفة التراجع. بعد أن أذاعت عزمها على الإقلاع عن التدخين، فإن العودة إلى السجائر ستضر الآن بسمعتها أو على الأقل، تثير تعليقات زائفة من أصدقائها.
في كتاب «يوليسيس والسيرينز»، طبق إلستر أيضًا نظريته عن الالتزام المسبق في مجال السياسة. وبدأ إلستر بالتأكيد على أن الديمقراطية المباشرة تميل إلى عكس قراراتها وإظهار تفضيلات غير متسقة مع مرور الوقت. على حد تعبيره، فإن الديمقراطيات المباشرة «جامحة ومتذبذبة وغير فعالة». على هذا الأساس، يستمر إلستر في القول بأن بعض المؤسسات في الديمقراطيات الحديثة يمكن اعتبارها أدوات مسبقة الالتزام. يجوز للناخبين الديمقراطيين أن يلزموا أنفسهم كطريقة «لحماية أنفسهم من اندفاعهم». ويجادل بأن إنشاء البنوك المركزية يمكن أن يفسر على أنه فعل التزام مسبق من جانب جمهور الناخبين الذي يسعى إلى استباق الاندفاع للتدخل في أسعار الفائدة. يقول إلستر بأن الشعب قد يلزم نفسه بالمثل من خلال دستور يعهد بسلطات معينة إلى القضاء ويتطلب أغلبية عظمى لتغيير بنود معينة. من خلال القيام بذلك، يحمي الشعب نفسه من اللاعقلانية في وقت لاحق. ويقول إن هذه هي «إستراتيجية أوليسيس» في مجال السياسة.
يشرح إلستر نظريته عن الالتزام المسبق في عمله عام 2000 بعنوان (Ulysses Unbound). في هذه النظرية يطور تصنيفًا لاستراتيجيات الالتزام المسبق الفردية بالاعتماد على أمثلة من الأدب الفرنسي ومن الدراسات المعاصرة للإدمان. في الجزء الثاني من هذا العمل، رفض إلستر جزئيًا تطبيقه السابق للالتزام المسبق بمجال السياسة. ويشير أن الدساتير غالبًا ما توضع بهدف ربط الآخرين (مثل الأغلبيات المستقبلية) وليس صانعيها.